# Barmer SV 1865
Der Barmer Schachverein 1865, ursprünglich Barmer Schach-Verein, war ein Schachverein in der (1929 in Wuppertal aufgegangenen) Stadt Barmen. Er zählte vor dem Ersten Weltkrieg zu den größten deutschen Schachvereinen und spielte eine bedeutende Rolle bei den Anfängen des organisierten Schachs im westdeutschen Raum.

## Die Anfänge
Bereits 1853 hatte sich in Barmen eine „freie Schachvereinigung“ gebildet. Die Entwicklung stand anfangs im Schatten des Schachklubs im nahegelegenen Elberfeld. Dieser rief den Westdeutschen Schachbund mit ins Leben, der seit 1861 die sogenannten rheinischen Schachkongresse abhielt.
Der Anstoß, einen Verein in Barmen zu gründen, erfolgte 1865, als der Kongress in Elberfeld stattfand. Unter dem Mitgründer und Vorsitzenden Julius Asbeck erlebte der Klub einen schnellen Aufstieg und veranstaltete 1869 den 8. Rheinischen Kongress. Das Meisterturnier gewann Adolf Anderssen vor Johannes Minckwitz, Johannes Zukertort und Emil Schallopp.

## Der Internationale Schachkongress von 1905

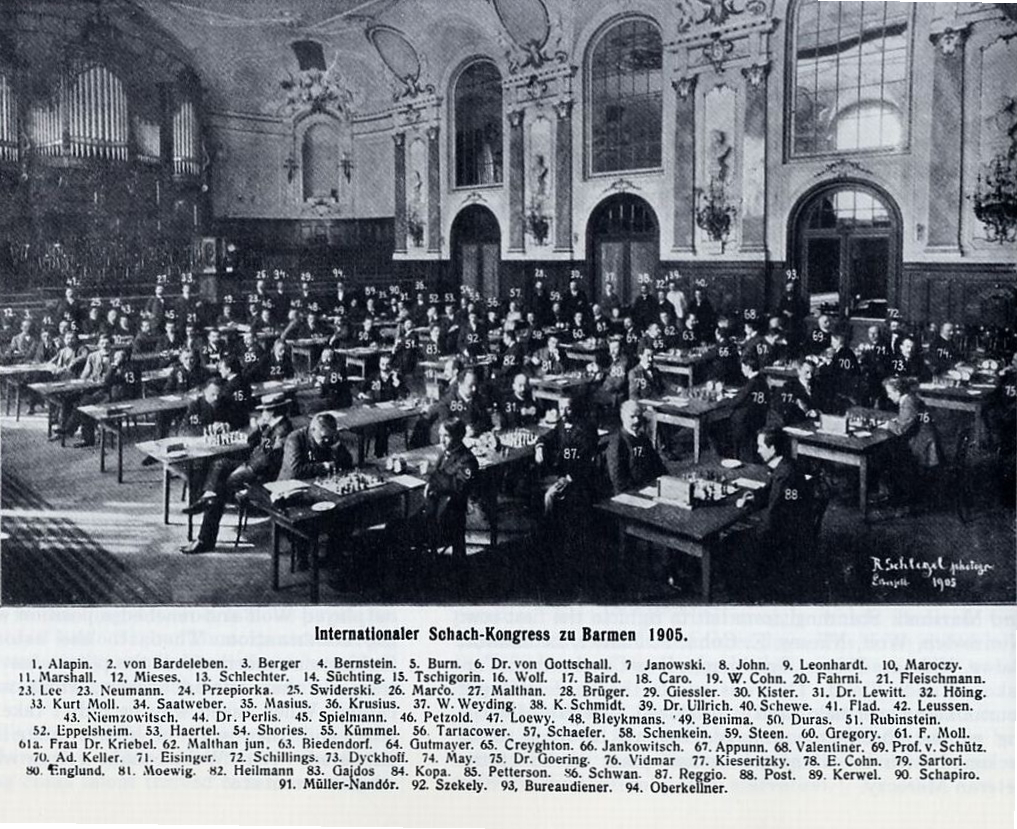
Der Internationale Schachkongress 1905

Nach der Reichsgründung profitierte der Raum Wuppertal und mittelbar der Schachklub vom anhaltenden industriellen Aufschwung. Kurz nach der Jahrhundertwende war der Barmer Schach-Verein mit rund hundert Mitgliedern der mit Abstand größte Schachverein der Rheinprovinz. Die Verantwortlichen standen jetzt vor der angenehmen Schwierigkeit, die Mittel der reichlich gefüllten Vereinskasse sinnvoll zu verwenden.
Anlässlich des 40-jährigen Bestehens veranstaltete der Schachverein vom 12. bis 31. August 1905 einen „Internationalen Schach-Kongress“, der außerhalb der Serie der Kongresse des Deutschen Schachbundes stattfand. Es wurden zwei Meisterturniere, drei Hauptturniere, dazu eine Anzahl von Neben- und Verbandsturnieren und als Neuerung ein besonderes Jugendturnier organisiert. „Barmen 1905“ war vermutlich die aufwändigste Schachveranstaltung, die in Deutschland vor dem Ersten Weltkrieg stattfand.
Sieger des ersten Meisterturniers waren Dawid Janowski und Géza Maróczy vor Frank Marshall, Ossip Bernstein und Carl Schlechter. Das von Georg Marco redigierte Turnierbuch enthielt im Anhang unter andren eine Auflistung sämtlicher von den Vereinen gemeldeten „Schachfreunde in Deutschland, Holland und Österreich-Ungarn 1905/1906“.

## Weitere Entwicklung
In der Folgezeit waren die einst so hervorragenden materiellen Möglichkeiten nicht mehr gegeben. Einen sportlichen Höhepunkt erreichte der Barmer SV 1865 kurz nach dem Zweiten Weltkrieg, als er im Jahr 1949 die deutsche Mannschaftsmeisterschaft gewann. An den ersten Brettern spielten Richard Czaya und Baldur Hönlinger.
Der Verein konnte diesen Erfolg nicht wiederholen; er verlor allmählich an Bedeutung. Am 1. Mai 1970 schloss sich der Barmer SV der Schachabteilung des Polizei-Sportvereins Wuppertal an. Dessen Schachabteilung trug danach längere Zeit den Namen „PSV/BSV Wuppertal“. Die erste Mannschaft des PSV/BSV spielte insgesamt sieben Spielzeiten in der 1. Bundesliga, und zwar in der Saison 1974/75, von 1976 bis 1978 und in der Saison 1979/80 in der viergleisigen Bundesliga sowie in der Saison 1985/86 und von 1995 bis 1997 in der eingleisigen 1. Liga.
Die ältere Wuppertaler Schachtradition wird heute von dem früheren Lokalrivalen, der Elberfelder Schachgesellschaft 1851, weitergeführt.